# Fazil Najafov
Fazil Imamverdi oglu Najafov (en azerí: Fazil İmamverdi oğlu Nəcəfov; Bakú, 16 de febrero de 1935 - Bakú, 11 de julio de 2023) fue un escultor y pintor azerí, galardonado con el título "Artista del pueblo de la República de Azerbaiyán" en 2002.

## Biografía

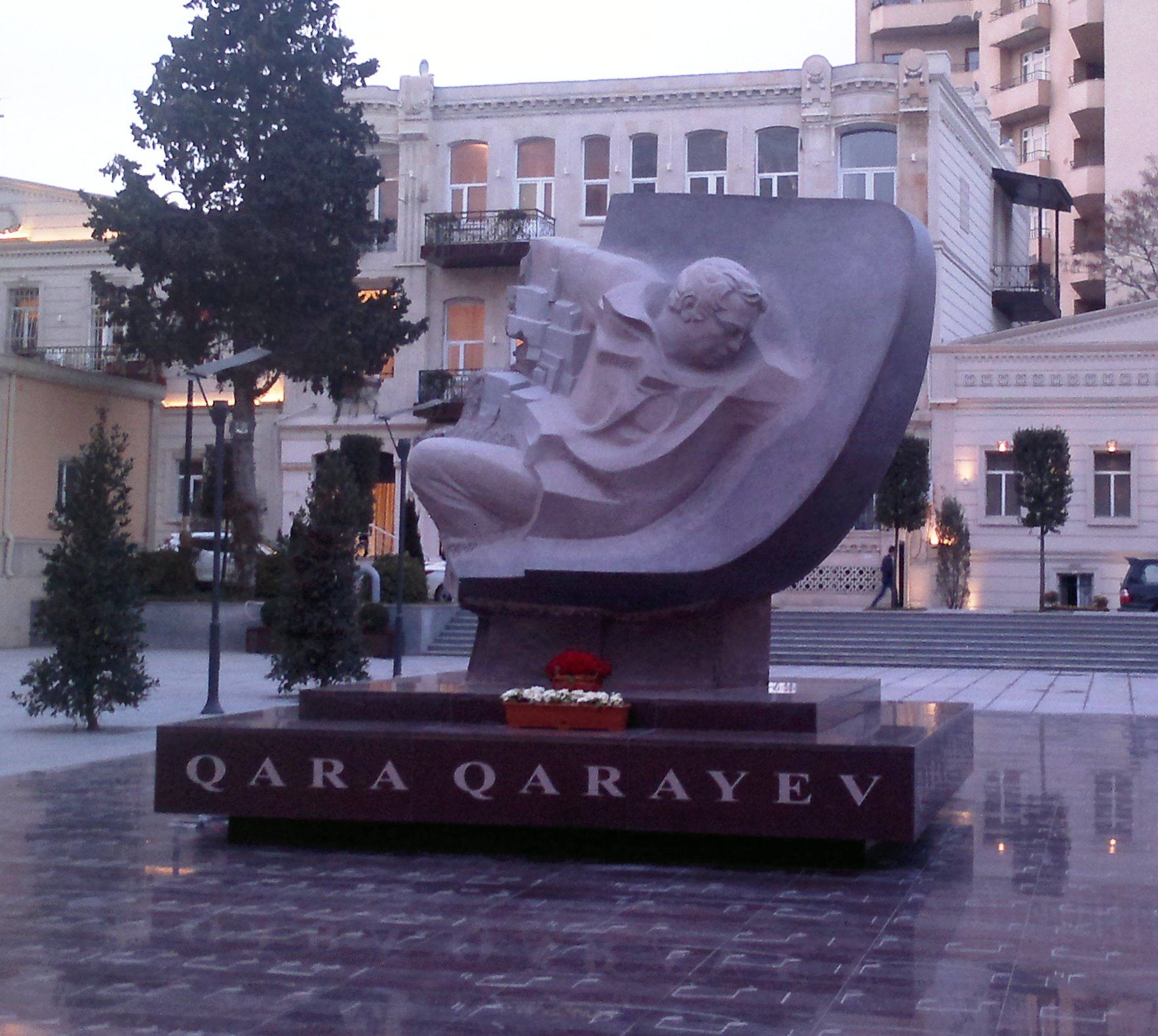
Monumento de Qara Qarayev en Bakú

Fazil Najafov nació el 16 de febrero de 1935 en la ciudad de Bakú. En 1955 se graduó de la Escuela Estatal de Arte de Azerbaiyán en nombre de Azim Azimzade. También estudió en Moscú y se graduó de la Escuela de Pintura, Escultura y Arquitectura de Moscú en 1961.
La composición escultórica "Explicación" del artista, que participó en exposiciones desde los años 1960, y la obra "El petrolero" atrajeron la atención del público. En 2014 Fazil Najafov creó un monumento al compositor Qara Qarayev, que se instaló en el centro de Bakú.
Actualmente las obras de Fazil Najafov forman una parte importante de la colección del Museo de arte moderno de Bakú. En enero de 2019 tuvo lugar la presentación del documental "Piedras mirando al cielo" dedicado a la obra de Fazil Najafov.
Fazil Najafov falleció el 11 de julio de 2023 en Bakú.

## Premios y títulos
- Artista de Honor de la RSS de Azerbaiyán (1988)
- Artista del pueblo de la República de Azerbaiyán (2002)[6]
- Orden Shohrat (2020)[7]